# Insulina aspart
Insulina aspart – analog insuliny ludzkiej o krótkim czasie działania. Jego preparat jest stosowany w postaci wstrzyknięć w leczeniu cukrzycy.
Insulina aspart otrzymywana jest w wyniku inżynierii genetycznej (rekombinacja DNA drożdży Saccharomyces cerevisiae). Od insuliny ludzkiej różni się zamianą w pozycji B28 proliny na kwas asparaginowy. Ta modyfikacja zmniejsza zdolność do tworzenia dimerów i heksamerów cząsteczek insuliny, co skutkuje szybszym wchłanianiem z tkanki podskórnej.
Profil farmakodynamiczny insuliny aspart charakteryzuje się szybszym i krótszym działaniem w porównaniu z insuliną ludzką.

## Preparaty handlowe
- Fiasp (Novo Nordisk)[1]
- NovoRapid (Novo Nordisk)[2]